# Sellig Caro
Sellig Caro (ur. 1780 r. w Świdnicy, zm. druga połowa XIX wieku w Kłodzku) – mieszkaniec Kłodzka od 1814 roku. Pełnił w tym mieście funkcję zwierzchnika miejscowej gminy żydowskiej od 1822 roku. Z jego inicjatywy powstał cmentarz żydowski w Szalejowie Dolnym, którego był właścicielem.